# Pescantina

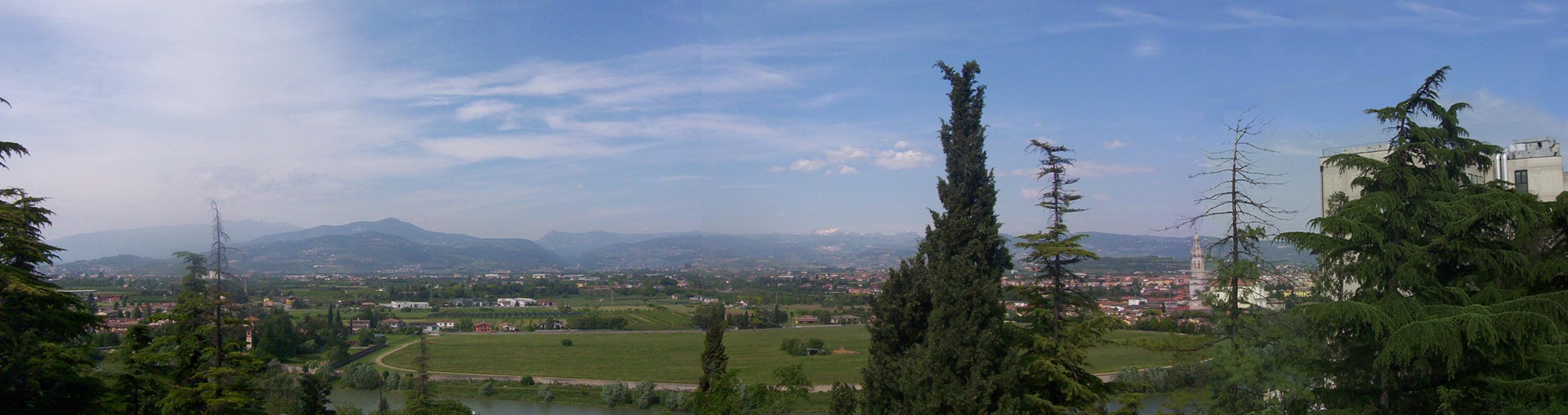
Pescantina von Bussolengo aus betrachtet

Pescantina ist eine norditalienische Gemeinde (comune) mit 17.538 Einwohnern (Stand 31. Dezember 2023) in der Provinz Verona in Venetien. Die Gemeinde liegt etwa 14 Kilometer westlich von Verona an der Etsch.

## Verkehr
Durch die Gemeinde verläuft die Strada Statale 12 von Verona nach Trient. Der Bahnhof Pescantina an der Brennerbahn wird nicht mehr bedient.

## Städtepartnerschaft
Pescantina unterhält eine Partnerschaft mit der polnischen Stadt Siedlce in der Woiwodschaft Masowien.

## Sohn des Ortes
- Vittorio Fainelli (1888–1968), Bibliothekar und Historiker